# Литл-Рок (тауншип, Миннесота)
Литл-Рок (англ. Little Rock) — тауншип в округе Ноблс, Миннесота, США. На 2000 год его население составило 260 человек.

## География
По данным Бюро переписи населения США площадь тауншипа составляет 93,2 км², из которых 93,2 км² занимает суша, водоёмов нет.

## Демография
По данным переписи населения 2000 года здесь находились 260 человек, 89 домохозяйств и 72 семьи.  Плотность населения —  2,8 чел./км².  На территории тауншипа расположено 92 постройки со средней плотностью 1 постройка на один квадратный километр. Расовый состав населения: 99,23 % белых и 0,77 % азиатов.
Из 89 домохозяйств в 40,4 % воспитывались дети до 18 лет, в 76,4 % проживали супружеские пары, в 3,4 % проживали незамужние женщины и в 19,1 % домохозяйств проживали несемейные люди. 18,0 % домохозяйств состояли из одного человека, при том 7,9 % из — одиноких пожилых людей старше 65 лет. Средний размер домохозяйства — 2,92, а семьи — 3,35 человека.
33,5 % населения младше 18 лет, 6,9 % в возрасте от 18 до 24 лет, 26,2 % от 25 до 44, 21,2 % от 45 до 64 и 12,3 % старше 65 лет. Средний возраст — 33 года. На каждые 100 женщин приходилось 124,1 мужчин.  На каждые 100 женщин старше 18 приходилось 113,6 мужчин.
Средний годовой доход домохозяйства составлял 35 125 долларов, а средний годовой доход семьи —  37 250 долларов. Средний доход мужчин —  30 938  долларов, в то время как у женщин — 17 500. Доход на душу населения составил 14 970 долларов. За чертой бедности находились 10,3 % семей и 15,8 % всего населения тауншипа, из которых 17,4 % младше 18 и 7,1 % старше 65 лет.